# Fanny Molins
Fanny Molins est une réalisatrice française née le 3 octobre 1988 à Villeneuve-d'Ascq.

## Biographie
Après avoir travaillé à Paris et Amsterdam comme conceptrice-rédactrice en publicité, Fanny Molins suit une formation en scénario à l'université des arts de Londres. Elle développe en autodidacte une pratique de la photographie mêlant approche documentaire et mise en scène. Sa série Les Musiciens, née lors d'une formation aux Rencontres de la photographie d'Arles et exposée à l'ISO Amsterdam l'amène à suivre les habitués du bar l'Atlantic pendant quatre ans pour écrire Atlantic Bar, son premier long métrage documentaire.
Le film est présenté au festival de Cannes 2022 dans la programmation de l'ACID, et récompensé la même année par les grands prix du jury et du public, dans la catégorie long métrage français indépendant, de la 11e édition du Champs-Élysées Film Festival et le prix Jeune Public du festival Corsica Doc 2022.

## Filmographie
- 2022 : Atlantic Bar